# American Eagle-vlucht 5342
PSA Airlines-vlucht 5342, bekend als American Eagle-vlucht 5342, was een lijnvlucht die op 29 januari 2025 botste met een Sikorsky H-60 Black Hawk van de United States Army boven de Potomac. Alle 67 betrokkenen kwamen om het leven.

## Toestellen
American Eagle-vlucht 5342 werd uitgevoerd door een Bombardier CRJ700 van twintig jaar oud met de registratie N709PS en was in bezit van PSA Airlines om vluchten uit te voeren voor American Eagle, de regionale maatschappij van American Airlines.
De betrokken helikopter was een Sikorsky H-60 Black Hawk van de Amerikaanse landmacht met registratie 00-26860. Het toestel voerde een trainingsvlucht uit onder vluchtnummer PAT25.

## Bemanning en passagiers
American Eagle had 60 passagiers aan boord en vier bemanningsleden. De piloot werkte zes jaar voor de maatschappij en de co-piloot was twee jaar in dienst voor de maatschappij. Onder de passagiers waren meerdere professionele Amerikaanse kunstschaatsers en twee Russische wereldkampioenen kunstschaatsen. Ook waren er meerdere Duitsers, twee Chinezen, een Deen, een Pakistaan en twee Pools-Amerikanen aan boord. Alle inzittenden kwamen om het leven.
Aan boord van de helikopter zaten drie bemanningsleden die bezig waren met een trainingsvlucht. Ook zij kwamen om het leven.
Rond 20:47 lokale tijd, zo’n 30 seconden voor het ongeluk, vroeg de luchtverkeersleiding aan de helikopter of zij de landende CRJ in zicht hadden. De bemanning bevestigde dat ze het toestel in zicht hadden en vroegen of zij visual separation mochten houden. Dit houdt in dat zij op zicht afstand houden van het vliegtuig. Hiervoor kregen zij toestemming van de verkeerstoren. De luchtverkeersleider zei vervolgens dat de helikopter achter American Eagle-vlucht 5342 langs moest vliegen.
Vlak daarna botsten de twee toestellen tegen elkaar op een hoogte van ongeveer 91 meter boven de rivier Potomac. Ongeveer 730 meter voor landingsbaan 33 stortten de twee toestellen neer.
Het ongeval werd vastgelegd door meerdere bewakingscamera’s en de webcam van het John F. Kennedy Center for the Performing Arts. Binnen drie uur werden de eerste doden bevestigd en was een grote reddingsactie opgezet.
Op 30 januari 2025 werd aangenomen dat alle inzittenden waren omgekomen, waarmee dit het dodelijkste ongeval in de Verenigde Staten was sinds 2001 met een commerciële luchtvaartmaatschappij. Ook werd het het dodelijkste ongeluk met een toestel van de Bombardier CRJ-Series en het eerste dodelijke ongeval van American Airlines sinds American Airlines-vlucht 587.

## Nasleep
Direct na het ongeval werd de luchthaven gesloten tot de volgende ochtend 11:00 lokale tijd. Op 31 januari 2025 beperkte de FAA helikoptervluchten in de buurt van de luchthaven. Ook werden twee routes gesloten. Op diezelfde dag maakte American Airlines bekend dat vluchtnummer 5342 vervangen zou worden met 5677. Daarnaast riep het ongeluk vragen op over de veiligheid van de luchthaven, omdat het er al vaker bijna misging. Het luchtruim zou te druk zijn geworden en ook het aantal vluchten van en naar de luchthaven zou te hoog zijn.

## Onderzoek

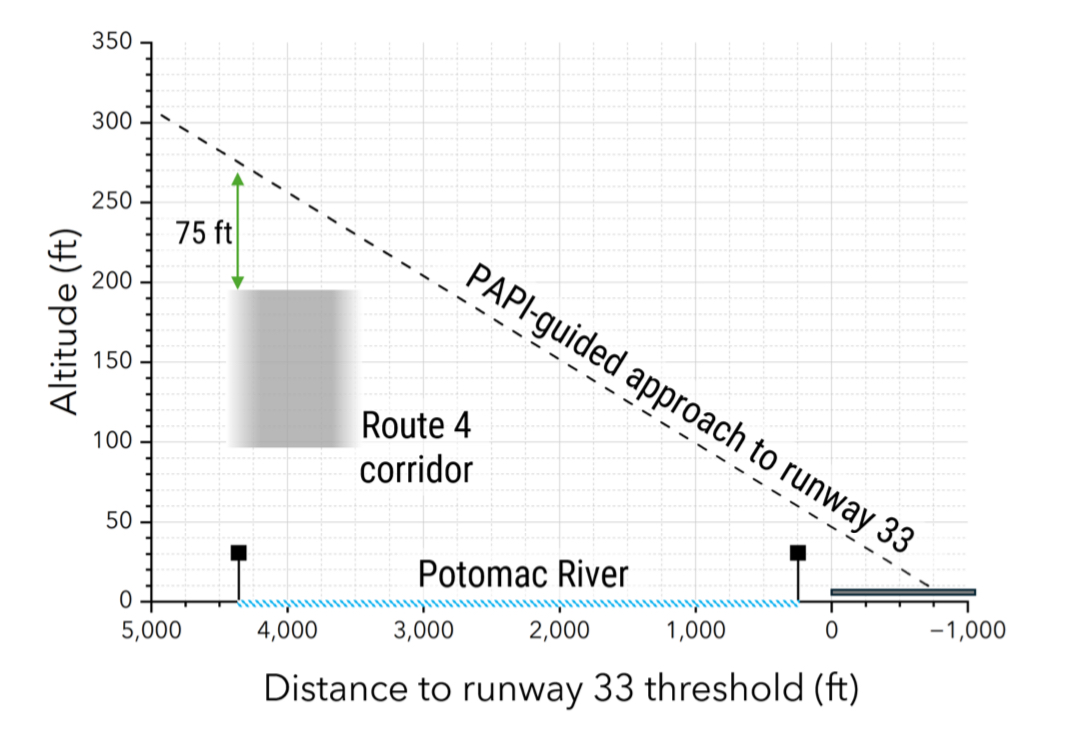
NTSB-diagram die de nabijheid van de twee vliegroutes illustreert

De National Transportation Safety Board, de Federal Aviation Administration, het United States Department of Defense en de United States Army zijn een onderzoek begonnen naar het ongeluk. De FBI en de Transportation Safety Board of Canada hebben toegezegd te zullen assisteren bij het onderzoek. Op 30 januari werden de zwarte dozen gevonden van American Eagle-vlucht 5342. De volgende dag, op 31 januari 2025, werd ook de zwarte doos van de helikopter teruggevonden.
Uit het voorlopige rapport van de NTSB blijkt dat er zich vaker problemen/bijna ongevallen hebben voorgedaan door de nabijheid van de aanvliegroute voor de baan 33 en de helikopter-route 4 bij de luchthaven (zie diagram).
De NTSB maakte in juli 2025 bekend dat de helikopter te hoog vloog: 'Volgens onderzoekers zit er een afwijking in de hoogtemeters van Black Hawk-helikopters, waardoor het toestel mogelijk tientallen meters hoger vloog dan de indicatie was.'

## Reacties

### Binnenland
Na het ongeval werd een hotline opgezet voor familieleden van passagiers van vlucht 5342. De piloot van US Airways-vlucht 1549, Chesley Sullenberger, pleitte voor meer veilige zones en beperkingen van routes in het luchtruim van Washington D.C..
Vlak na middernacht stelde president Donald Trump via Truth Social dat het ongeluk voorkomen had moeten worden. Op 30 januari 2025 linkte hij de ramp tijdens een persconferentie aan het diversiteitsbeleid van zijn voorgangers Joe Biden en Barack Obama. Er zouden meer mensen moeten worden aangenomen bij de luchtverkeersleiding met andere achtergronden of lichamelijke beperkingen. Dit zou volgens Trump een mogelijke factor kunnen zijn voor de ramp.

### Buitenland
Het Internationaal Olympisch Comité liet haar medeleven blijken voor de families van atleten en medewerkers die omkwamen bij de crash. Bij de Europese kampioenschappen kunstschaatsen werd een moment stilte in acht genomen. Ook de Internationale Schaatsunie condoleerde de betrokkenen.
Paus Franciscus liet zijn medeleven blijken met een bericht aan het Witte Huis en de Russische ambassade in Washington D.C. bracht haar condoleances over aan de familie van de omgekomen Russen. De Canadese premier Justin Trudeau condoleerde ook alle betrokken families.

## Afbeeldingen
| Vergelijkbare Black Hawk | Routes en plaats van ongeval | De brokstukken | Moment van het ongeval |